# 守田達弥
守田 達弥（もりた たつや、1990年8月3日 - ）は、千葉県千葉市若葉区出身のプロサッカー選手。Jリーグ・FC町田ゼルビア所属。ポジションはゴールキーパー（GK）。

## 経歴
習志野市立習志野高等学校出身。全国高等学校サッカー選手権大会への出場は無かった。
2009年に京都サンガF.C.に入団。1年目は水谷雄一が全試合出場を果たしたため出番なしに終わった。2010年も当初は水谷の控えだったがチームが下位に低迷したこともあって9月11日のヴィッセル神戸戦でデビューを飾る。その後は水谷から定位置を奪取したが、結局J2降格が決まってしまった。
J2で迎えた2011年は平井直人の引退もあって定位置確保かと思われたが、水谷が定位置を奪い返したため出場機会なしに終わった。2012年も水谷の控えだったが、6月10日にGKに故障者が相次いだカターレ富山への期限付き移籍が発表された。第21節ロアッソ熊本戦（0-2）で移籍後初出場を果たすと、鶴田達也と飯田健巳を抑えてポジションを確保し、シーズン終了まで22試合連続出場を果たした。2013年も開幕から引き続きゴールを守った。
12月28日に富山への期限付き移籍が満了。同時に東口順昭が抜けたアルビレックス新潟への完全移籍が発表された。同年は全34試合に出場した。その後もスタメンの座を守り続けていたが、2017年に同ポジションの大谷幸輝が加入すると出場機会が激減した。
2018年、松本山雅FCへ完全移籍。即座に村山智彦から先発の座を奪うと、負傷の影響を受けた終盤戦を除き先発出場を続けリーグ戦39試合に出場。7月度の月間MVPに選ばれるなど活躍を見せチームのJ2優勝、J1昇格に貢献した。翌2019年もリーグ戦31試合出場とほぼスタメンの座をシーズン通して守り通したが、チームは17位に終わり1年でJ2降格となった。
2020年、サガン鳥栖へ完全移籍。
加入後は高丘陽平とポジションを争ったが、高丘移籍後に朴一圭が加入すると、朴が完全にポジションを奪取したため、このシーズンの出場は8試合に留まった。
2022年7月21日、柏レイソルへの期限付き移籍が発表された。
2023年より完全移籍。2022年は佐々木雅士の第2GKとしてベンチに座るも出番が無かったが、2023年3月8日のルヴァンカップ鹿島アントラーズ戦にて移籍後初出場を果たし、3月12日の第4節名古屋グランパス戦以降レギュラーに定着した。しかし出場したリーグ3試合で7失点し3連敗を喫した事で、4月9日の鹿島アントラーズ戦以降は、怪我から復帰した松本健太にポジションを奪われ、シーズン通してリーグ戦の出場は3試合にとどまった。
2025年1月7日、FC町田ゼルビアへの完全移籍が発表された。

## エピソード
- 2011年4月10日に結婚[9]。
- 2017年からナイキのキーパーグローブとスパイクを着用している。(2016シーズンまではプーマ)
- アルビレックス新潟時の個人チャント（原曲：『I Only Want To Be With You』）はJリーグファンが選ぶ人気チャント投票で総合3位を獲得するほどの人気ぶり。ゴール裏のサポーターが中央に集まり、横揺れして歌うチャントは名物だった。

## 所属クラブ
- 1997年 - 2003年 イーグルス
- 2003年 - 2006年 FCリベレオ
- 2006年 - 2008年 習志野高校サッカー部
- 2009年 - 2013年  京都サンガF.C.
  - 2012年 - 2013年  カターレ富山 (期限付き移籍)
- 2014年 - 2017年  アルビレックス新潟
- 2018年 - 2019年  松本山雅FC
- 2020年 - 2022年  サガン鳥栖
  - 2022年7月 - 同年12月  柏レイソル (期限付き移籍)
- 2023年 - 2024年  柏レイソル
- 2025年 -  FC町田ゼルビア

## 個人成績
| 国内大会個人成績 | 国内大会個人成績 | 国内大会個人成績 | 国内大会個人成績 | 国内大会個人成績 | 国内大会個人成績 | 国内大会個人成績 | 国内大会個人成績 | 国内大会個人成績 | 国内大会個人成績 | 国内大会個人成績 | 国内大会個人成績 |
| 年度             | クラブ           | 背番号           | リーグ           | リーグ戦         | リーグ戦         | リーグ杯         | リーグ杯         | オープン杯       | オープン杯       | 期間通算         | 期間通算         |
| 年度             | クラブ           | 背番号           | リーグ           | 出場             | 得点             | 出場             | 得点             | 出場             | 得点             | 出場             | 得点             |
| 日本             | 日本             | 日本             | 日本             | リーグ戦         | リーグ戦         | リーグ杯         | リーグ杯         | 天皇杯           | 天皇杯           | 期間通算         | 期間通算         |
| ---------------- | ---------------- | ---------------- | ---------------- | ---------------- | ---------------- | ---------------- | ---------------- | ---------------- | ---------------- | ---------------- | ---------------- |
| 2009             | 京都             | 29               | J1               | 0                | 0                | 0                | 0                | 0                | 0                | 0                | 0                |
| 2010             | 京都             | 29               | J1               | 13               | 0                | 0                | 0                | 1                | 0                | 14               | 0                |
| 2011             | 京都             | 21               | J2               | 0                | 0                | -                | -                | 0                | 0                | 0                | 0                |
| 2012             | 京都             | 21               | J2               | 0                | 0                | -                | -                | -                | -                | 0                | 0                |
| 2012             | 富山             | 41               | J2               | 22               | 0                | -                | -                | 1                | 0                | 23               | 0                |
| 2013             | 富山             | 41               | J2               | 39               | 0                | -                | -                | 1                | 0                | 40               | 0                |
| 2014             | 新潟             | 21               | J1               | 34               | 0                | 6                | 0                | 2                | 0                | 42               | 0                |
| 2015             | 新潟             | 21               | J1               | 32               | 0                | 10               | 0                | 0                | 0                | 42               | 0                |
| 2016             | 新潟             | 21               | J1               | 30               | 0                | 1                | 0                | 2                | 0                | 33               | 0                |
| 2017             | 新潟             | 21               | J1               | 10               | 0                | 4                | 0                | 1                | 0                | 15               | 0                |
| 2018             | 松本             | 1                | J2               | 39               | 0                | -                | -                | 1                | 0                | 40               | 0                |
| 2019             | 松本             | 1                | J1               | 31               | 0                | 1                | 0                | 0                | 0                | 32               | 0                |
| 2020             | 鳥栖             | 1                | J1               | 8                | 0                | 1                | 0                | -                | -                | 9                | 0                |
| 2021             | 鳥栖             | 1                | J1               | 0                | 0                | 6                | 0                | 0                | 0                | 6                | 0                |
| 2022             | 鳥栖             | 1                | J1               | 0                | 0                | 0                | 0                | 0                | 0                | 0                | 0                |
| 2022             | 柏               | 31               | J1               | 0                | 0                | 0                | 0                | 0                | 0                | 0                | 0                |
| 2023             | 柏               | 31               | J1               | 3                | 0                | 2                | 0                | 2                | 0                | 7                | 0                |
| 2024             | 柏               | 31               | J1               | 3                | 0                | 2                | 0                | 0                | 0                | 5                | 0                |
| 2025             | 町田             | 13               | J1               |                  |                  |                  |                  |                  |                  |                  |                  |
| 通算             | 日本             | 日本             | J1               | 164              | 0                | 33               | 0                | 8                | 0                | 205              | 0                |
| 通算             | 日本             | 日本             | J2               | 100              | 0                | -                | -                | 3                | 0                | 103              | 0                |
| 総通算           | 総通算           | 総通算           | 総通算           | 264              | 0                | 33               | 0                | 11               | 0                | 308              | 0                |

出場歴
- Jリーグ初出場 - 2010年9月11日 J1第22節 ヴィッセル神戸戦 (京都市西京極総合運動公園陸上競技場兼球技場)

## タイトル
松本山雅FC
- J2リーグ：1回(2018年）

### 個人
- J2リーグ月間MVP：1回（2018年7月）

## 代表歴
- 2011年 U-22日本代表（ロンドン五輪2次予選代表メンバー）
- 2009年、2010年、2011年、2012年、2012年、2013年